# Liste der Auslandsvertretungen Ecuadors

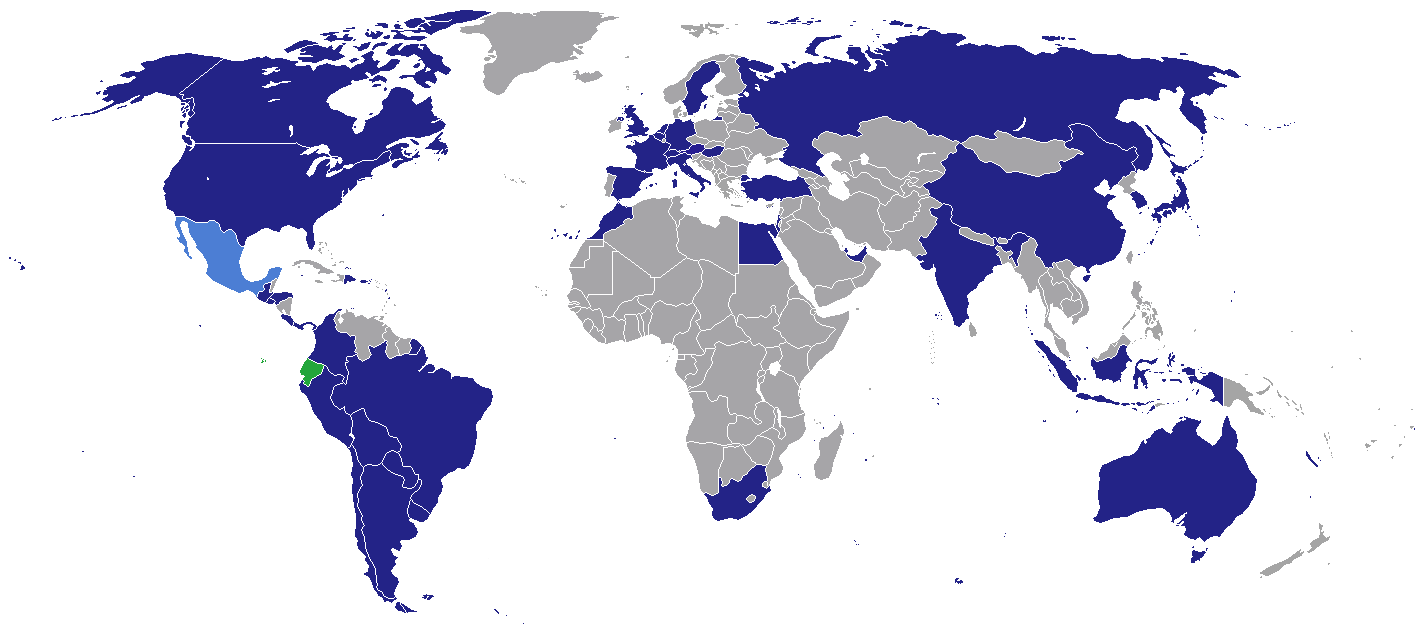
Standorte der diplomatischen Vertretungen Ecuadors

Dies ist eine Liste der diplomatischen und konsularischen Vertretungen Ecuadors.

## Diplomatische und konsularische Vertretungen

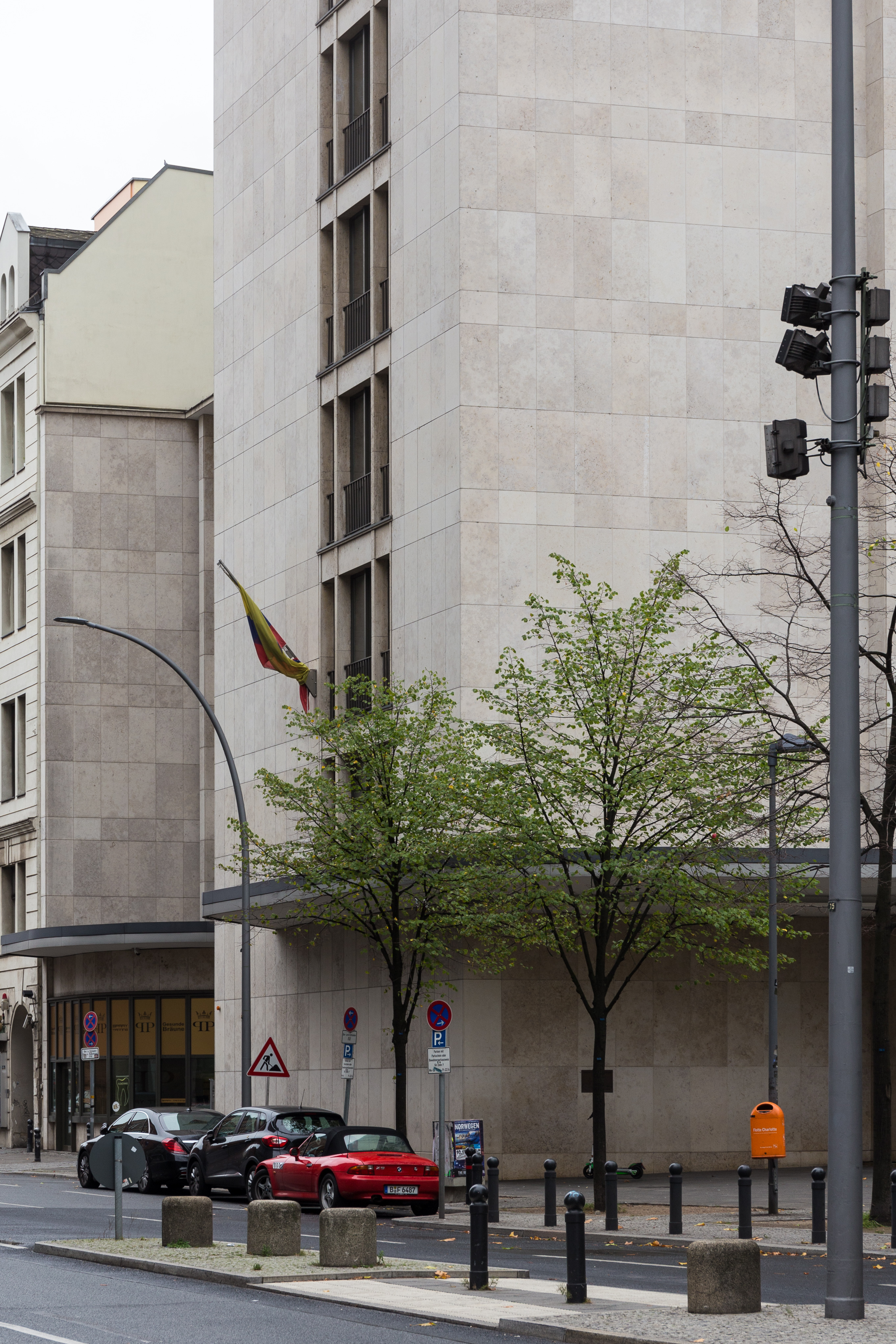
Botschaft Ecuadors in Berlin

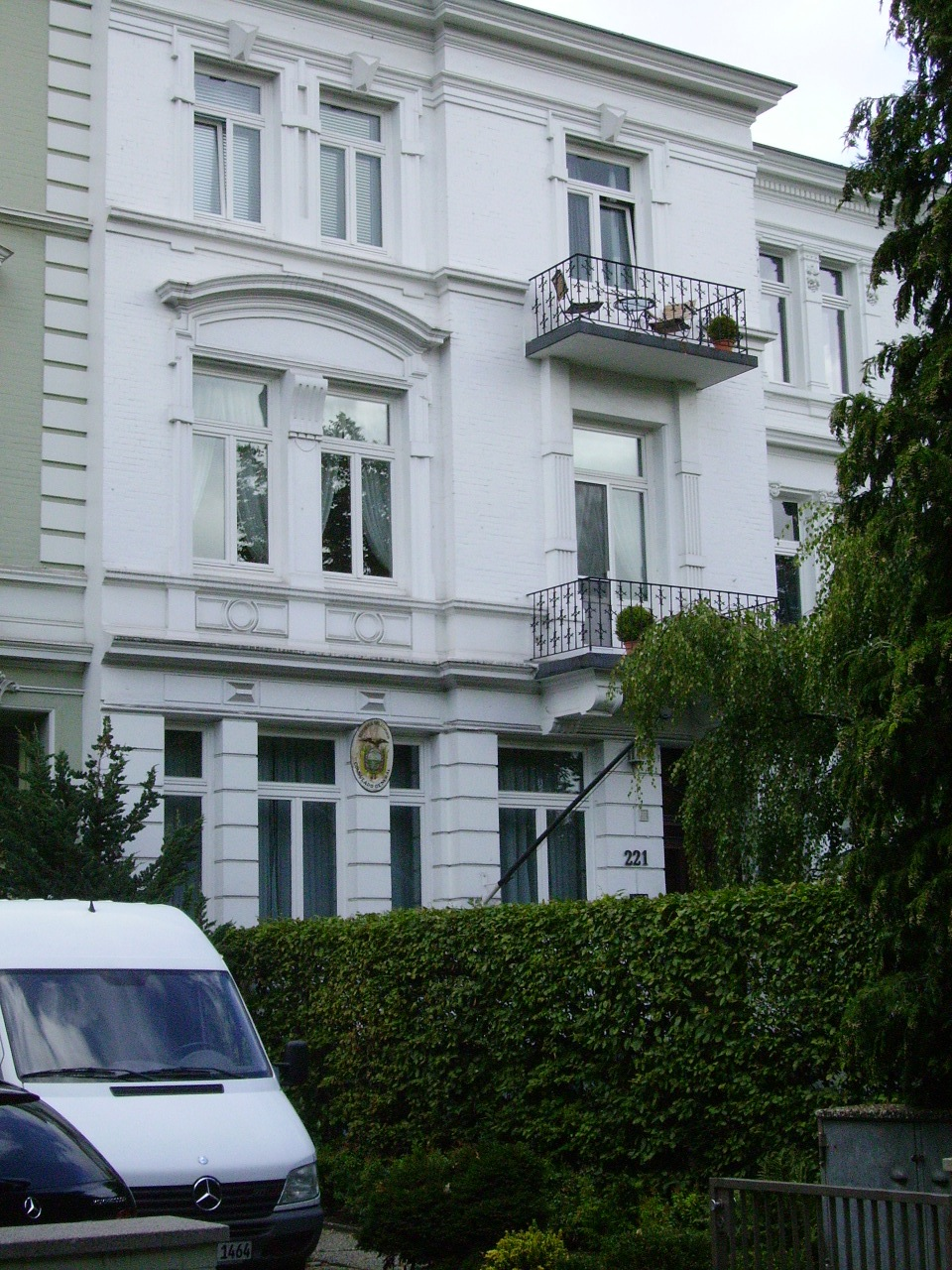
Generalkonsulat Ecuadors in Hamburg

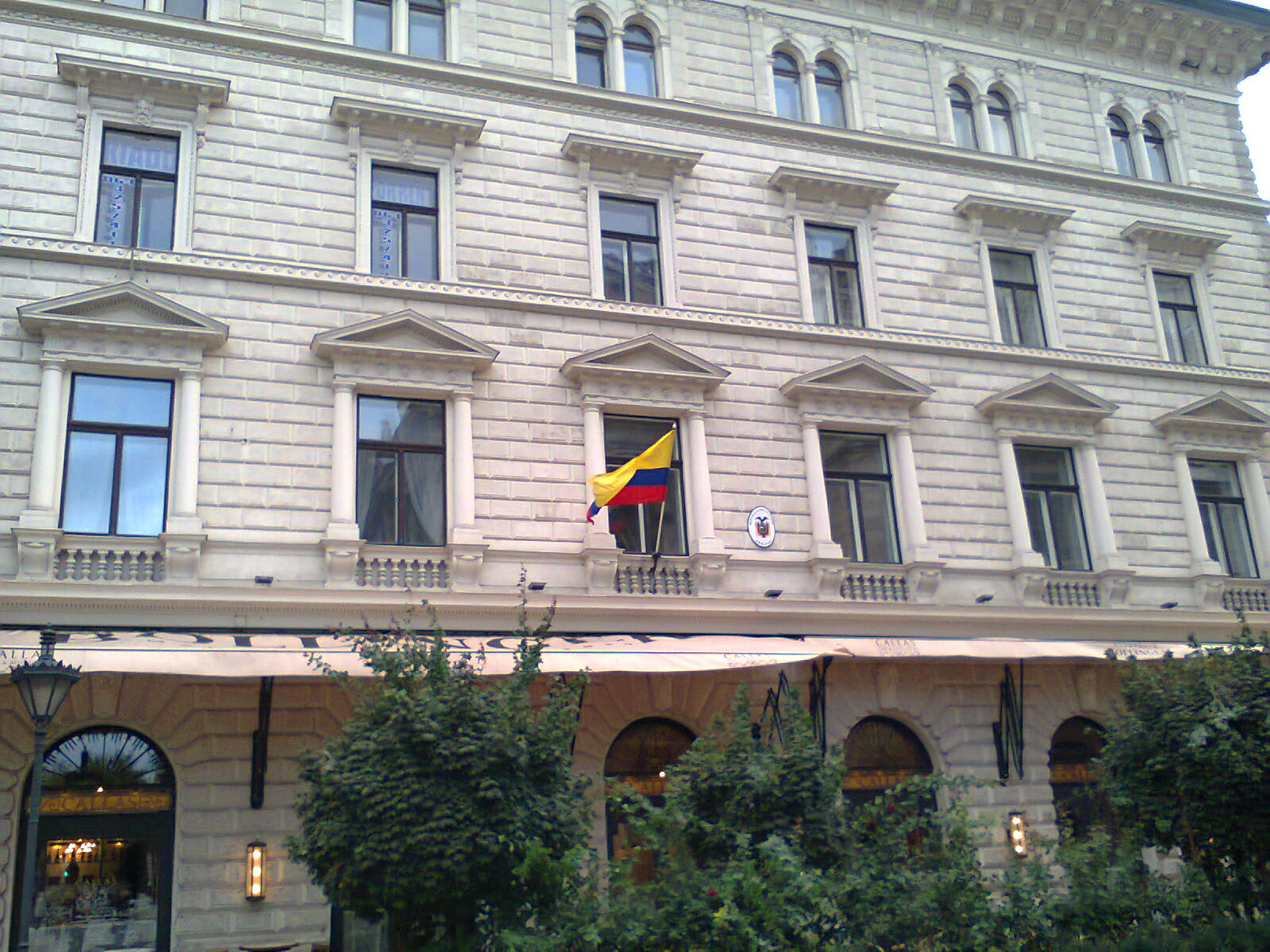
Botschaft Ecuadors in Budapest

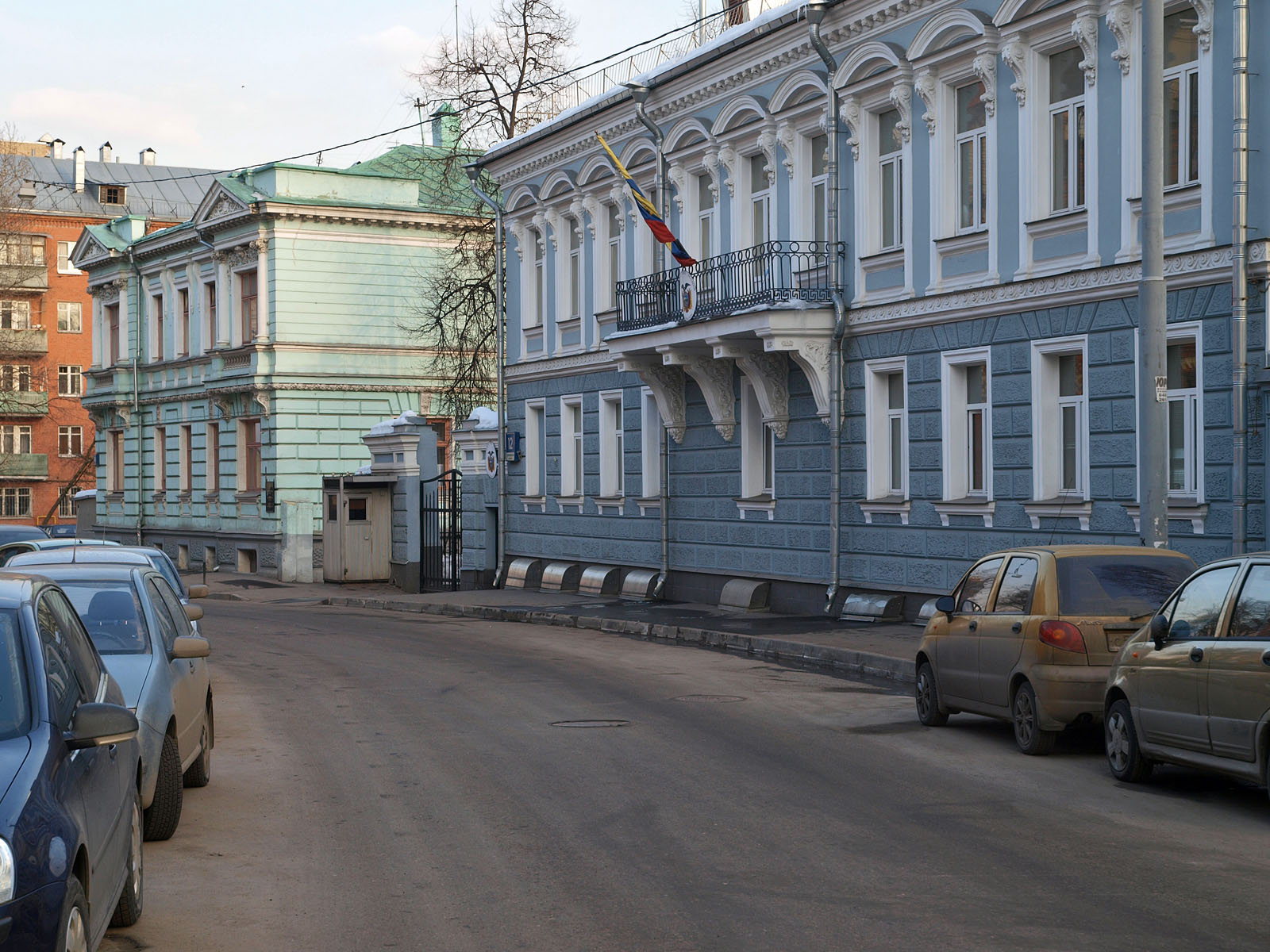
Botschaft Ecuadors in Moskau

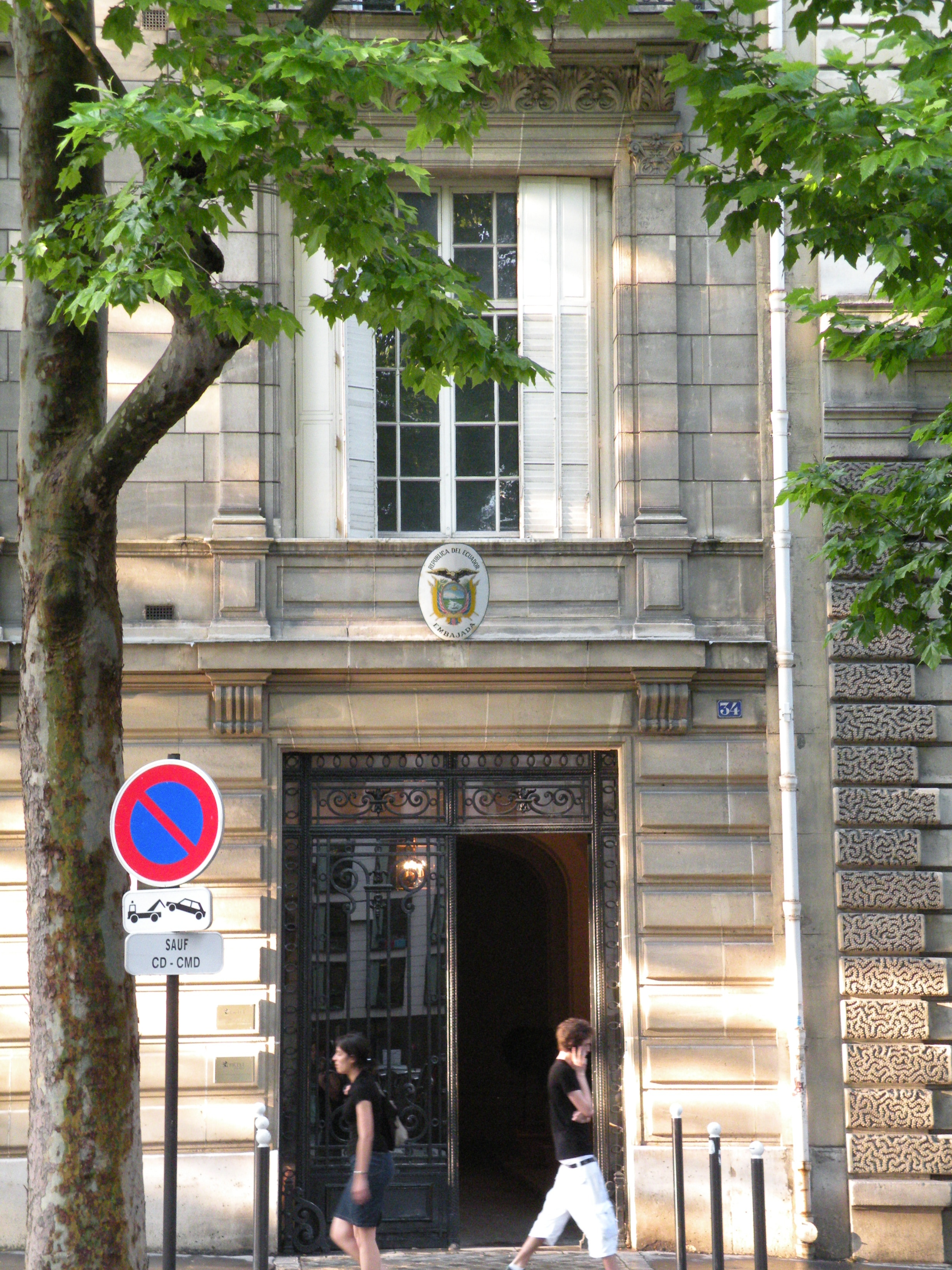
Botschaft Ecuadors in Paris

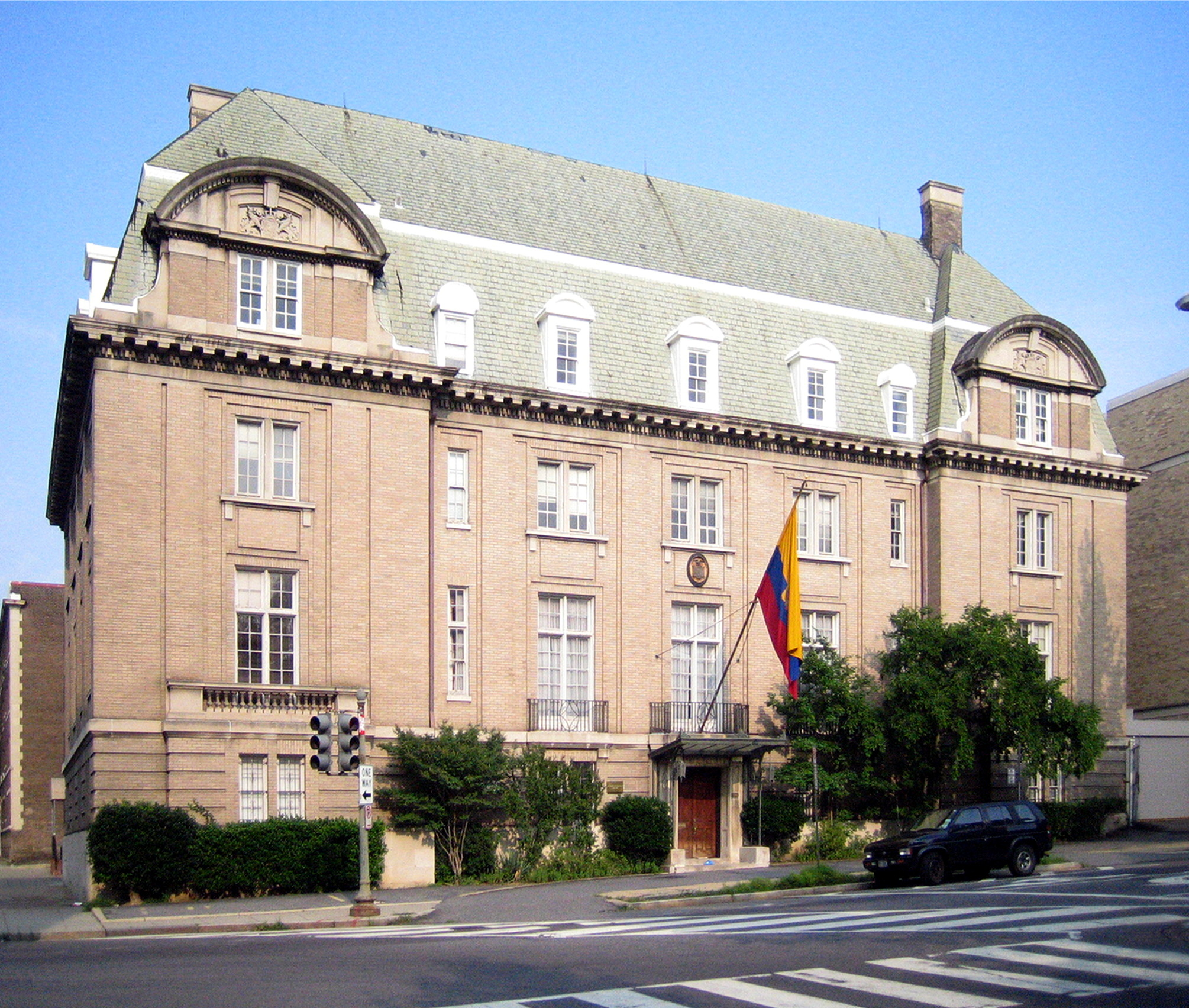
Botschaft Ecuadors in Washington, D.C.

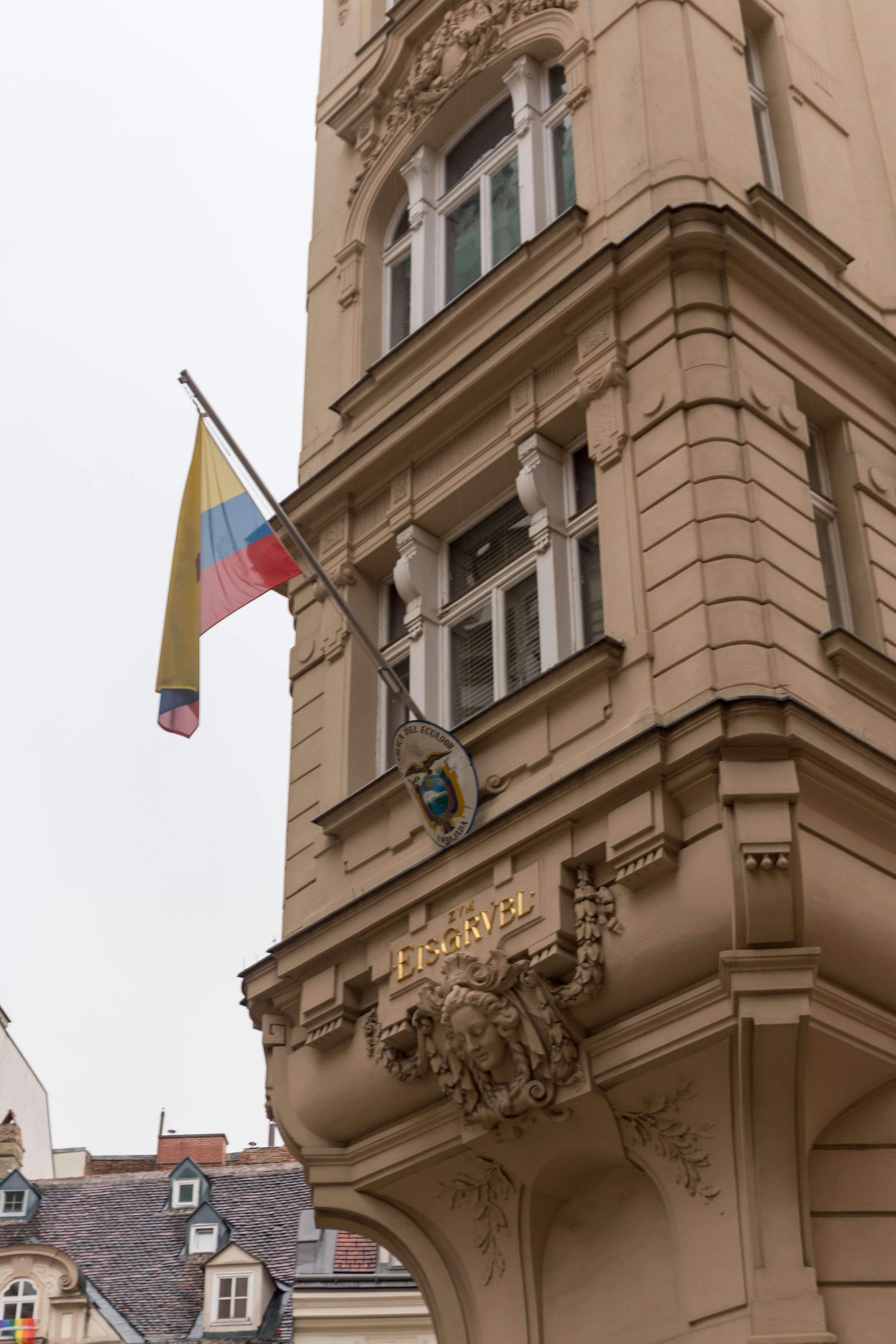
Botschaft Ecuadors in Wien

### Afrika
| - Ägypten: Kairo, Botschaft - Algerien: Algier, Botschaft - Angola: Luanda, Botschaft | - Äthiopien: Addis Abeba, Botschaft - Nigeria: Abuja, Botschaft - Südafrika: Pretoria, Botschaft |

### Asien
| - Volksrepublik China: Peking, Botschaft - Volksrepublik China: Guangzhou, Generalkonsulat - Volksrepublik China: Shanghai, Generalkonsulat - Indien: Neu-Delhi, Botschaft - Indien: Mumbai, Generalkonsulat - Indonesien: Jakarta, Botschaft | - Iran: Teheran, Botschaft - Israel: Tel Aviv, Botschaft - Japan: Tokyo, Botschaft - Katar: Doha, Botschaft - Malaysia: Kuala Lumpur, Botschaft - Südkorea: Seoul, Botschaft |

### Australien und Ozeanien
- Australien: Canberra, Botschaft

### Europa
| - Belgien: Brüssel, Generalkonsulat - Deutschland: Berlin, Botschaft - Deutschland: Hamburg, Generalkonsulat - Frankreich: Paris, Botschaft - Italien: Rom, Botschaft - Italien: Genua, Generalkonsulat - Italien: Mailand, Generalkonsulat - Russland: Moskau, Botschaft - Schweden: Stockholm, Botschaft - Schweiz: Bern, Botschaft - Spanien: Madrid, Botschaft | - Spanien: Alicante, Generalkonsulat - Spanien: Barcelona, Generalkonsulat - Spanien: Málaga, Generalkonsulat - Spanien: Murcia, Generalkonsulat - Spanien: Palma, Generalkonsulat - Spanien: Valencia, Generalkonsulat - Türkei: Ankara, Botschaft - Ungarn: Budapest, Botschaft - Vereinigtes Königreich: London, Botschaft - Belarus: Minsk, Botschaft |

### Nordamerika
| - Costa Rica: San José, Botschaft - Dominikanische Republik: Santo Domingo, Botschaft - El Salvador: San Salvador, Botschaft - Guatemala: Guatemala-Stadt, Botschaft - Honduras: Tegucigalpa, Botschaft - Kanada: Ottawa, Botschaft - Kanada: Montreal, Generalkonsulat - Kanada: Toronto, Generalkonsulat - Kuba: Havanna, Botschaft - Panama: Panama-Stadt, Botschaft - Vereinigte Staaten: Washington, D.C., Botschaft | - Vereinigte Staaten: Atlanta, Generalkonsulat - Vereinigte Staaten: Chicago, Generalkonsulat - Vereinigte Staaten: Houston, Generalkonsulat - Vereinigte Staaten: Los Angeles, Generalkonsulat - Vereinigte Staaten: Miami, Generalkonsulat - Vereinigte Staaten: Minneapolis, Generalkonsulat - Vereinigte Staaten: Newark, Generalkonsulat - Vereinigte Staaten: New Haven, Generalkonsulat - Vereinigte Staaten: New York City, Generalkonsulat - Vereinigte Staaten: Phoenix, Generalkonsulat - Vereinigte Staaten: Woodside (Queens), Generalkonsulat |

### Südamerika
| - Argentinien: Buenos Aires, Botschaft - Bolivien: La Paz, Botschaft - Brasilien: Brasília, Botschaft - Chile: Santiago de Chile, Botschaft - Kolumbien: Bogotá, Botschaft - Kolumbien: Ipiales, Konsulat | - Paraguay: Asunción, Botschaft - Peru: Lima, Botschaft - Peru: Tumbes, Konsulat - Uruguay: Montevideo, Botschaft - Venezuela: Caracas, Botschaft |

## Vertretungen bei internationalen Organisationen
- Vereinte Nationen: New York, Ständige Mission
- Vereinte Nationen: Genf, Ständige Mission
- OAS: Washington, D.C., Ständige Mission
- Europäische Union: Brüssel, Mission
- UNESCO: Paris, Ständige Mission
- FAO: Rom, Ständige Mission
- Heiliger Stuhl: Vatikanstadt, Botschaft